# نزاع القطيف
صراع القطيف أو نزاع القطيف عادة ما يشير إلى المرحلة الحديثة من التوترات الطائفية والعنف الذي شهدته شرق شبه الجزيرة العربية بين العرب الشيعة والعرب السنة الذين يحكمون السعودية منذ أوائل القرن 20.
يشمل الصراع الاضطرابات المدنية التي كانت مستمرة بشكل متقطع منذ انتفاضة محرم عام 1979 وكذلك احتجاجات 2011 - 2013، هذا بالإضافة إلى الحوادث المسلحة التي زادت في عام 2017 كجزء من اضطرابات القطيف. وانتهت بشكل رسمي بتاريخ 8 يناير 2020 

## الخلفية
منذ ضم الأحساء والقطيف إلى الدولة السعودية الثالثة في عام 1913 من قبل ابن سعود والشيعة يعانون من حالات القمع المتعددة في المنطقة، وخلافا لباقي مناطق المملكة العربية السعودية والتي تضم عددا محدودا نوعا ما من الشيعة، إلا أن منطقة القطيف تُعتبر منطقة فائقة الأهمية بالنسبة للحكومة السعودية وذلك لتوفرها على احتياط نفطي مهم من جهة، وتواجد مصفاة التصدير التي تقع في محطة رأس تنورة والذي يقع بدوره بالقرب من القطيف من جهة ثانية.

## التاريخ

### انتفاضة 1979
شهدت العديد من المناطق على رأسها القطيف والأحساء في المملكة العربية السعودية نزاعات مدنية عديدة خاصة خلال الفترة التي حدثت فيها انتفاضة محرم وذلك في أواخر تشرين الثاني/نوفمبر 1979، وقد أسفرت هذه الاضطرابات عن مقتل 20 إلى 24 شخصا في تفجير وُصف بأنه طائفي يستهدف أقلية الشيعة الموجودة في المملكة.

### أحداث  1979-83
بعد شق عصى الطاعة عام 1979، المدعوم خارجياً من ايران استتب الأمن للحكومة السعودية وذلك بالقضاء على الارهاب الذي قادة بعض الشيعة المتطرفين، حيث يُقَدَّرُ عدد القتلى ما بين 182 و219 وذلك بحلول عام 1983 (بما في ذلك أحداث 1979).

### احتجاجات الربيع العربي 2011-12
إن الاحتجاجات التي شهدتها المملكة العربية السعودية عام 2011 هي جزء من الربيع العربي الذي بدأ مع الثورة التونسية، وقد بدأت هذه الاحتجاجات بالتضحية بالنفس في صامطة لتشهد بعد ذلك شوارع جدة احتجاجات كثيرة في أواخر كانون الثاني/يناير 2011. كما كانت هناك احتجاجات أخرى ضد شيعة السعودية وذلك في شباط/فبراير وبداية آذار/مارس من نفس السنة خاصة في محافظة القطيف، الهفوف، العوامية والرياض.
وقد أدت كل هذه الأحداث إلى قيام السعوديين بتنيظم مظاهرة عُرفت بـ «يوم الغضب» وذلك بتاريخ 11 مارس من نفس العام مستعينين بموقع التواصل الاجتماعي فيسبوك لجلب أكبر عدد من المواطنين والاتفاق على مكان انطلاق المظاهرة،  وقد زُعم أنه تم اغتيال فيصل أحمد عبد الأحد من قبل قوات الأمن السعودي في 2 آذار/مارس مع عدة مئات من المحتجين في القطيف والهفوف في اليوم نفسه؛ أما خالد الجهني فقد بقي وحده في الرياض، ثم أجرى مقابلة مع بي بي سي العربية قبل أن يتم اعتقاله والزج به في السجن، وقد كسبت هذه الواقعة شهرة في الإنترنت حيث باتت تُعرف باسم «هناك رجل شجاع واحد فقط في المملكة العربية السعودية».
وقعت العديد من الاحتجاجات من أجل المطالبة بحقوق الإنسان خاصة في أبريل 2011 أمام مبنى الحكومة في كل من الرياض، الطائف وتبوك ثم عادت الاحتجاجات مجددا للاشتعال لكن هذه المرة بوتيرة أقل وذلك بتاريخ يناير 2012 في العاصمة الرياض. هذا وتجدر الإشارة إلى أنه في عام 2011 قام الشيخ نمر النمر بتشجيع أنصاره في المقاومة السلمية قصد الوقوف في وجه الحكومة السعودية والمطالبة بتغيير العديد من القوانين.

### الجدل حول الشيخ نمر النمر
في 15 أكتوبر 2014، تم الحكم على نمر النمر بالإعدام من قبل المحكمة الجزائية المتخصصة وذلك بتهمة سعيه للتدخل في المملكة العربية السعودية وعصيان حكامها، بالإضافة إلى حمل السلاح ضد قوات الأمن. وقد قال سعيد بومدوحة من منظمة العفو الدولية إن حكم الإعدام «جزء من حملة تشنها السلطات في المملكة العربية السعودية بهدف سحق المعارضة، بما في ذلك تلك التي تدافع على حقوق الشيعة في المملكة.» وقد قام شقيق النمر والذي يحمل اسم محمد النمر بالتغريد على حسابه في تويتر منتقدا عقوبة الإعدام ليتم إلقاء القبض عليه في اليوم نفسه.
وبعد صدور الحكم مباشرة، حذر رئيس القوات المسلحة الإيرانية المملكة العربية السعودية بأنها «ستدفع الثمن غاليا» إذا ما تنفيذ هذه العقوبة.
في شهر مارس من العام 2015، أيدت محكمة الاستئناف في السعودية حكم الإعدام بحق النمر.
في 25 تشرين الأول/أكتوبر من عام 2015، رفضت المحكمة الشرعية العليا في المملكة العربية السعودية استئناف النمر ضد عقوبة الإعدام. وخلال مقابلة مع رويترز، صرح شقيق النمر أن قرار الإعدام كان نتيجة جلسة الاستماع التي وقعت دون وجود أو إخطار النمر أو أحد محاميه، كما أكد أنه لا يزال يأمل صدور قرار العفو من الملك سلمان.

### اضطرابات 2017-2020
حدثت عام 2017 اضطرابات عنيفة في القطيف؛ حيث شهدت هذه المنطقة صراعا كبيرا بين كل من الحكومة السعودية والشيعة المسلحين، وقد اشتدت هذه الصراعات في المنطقة الشرقية من المملكة العربية السعودية، حيث بدأت في مايو 2017 بعد حادث قتل شاب لطفل باكستاني في 12 مايو.

### اضطرابات 2022
حدث في 14 مارس 2022 حادثه إعدامات السعودية 2022
في 14 مارس 2022، خرج آلاف المتظاهرين من ابناء القطيف إلى الشوارع بعد إعدام عدد من ابناء محافظتهم  في محاكمات اسموها بالغير عادلة بزعمهم 